# Mosu huogou
Mosu huogou là một loài nhện trong họ Mysmenidae.
Loài này thuộc chi Mosu. Mosu huogou được miêu tả năm 2009 bởi Miller, Griswold & Yin.